# Orthocladius masseinii
Orthocladius masseinii är en tvåvingeart som beskrevs av Rossaro och Pietrangelo 1992. Orthocladius masseinii ingår i släktet Orthocladius och familjen fjädermyggor. Inga underarter finns listade i Catalogue of Life.